# Séquia de Quart
La Séquia de Quart és una de les vuit séquies de l'Horta de València (País Valencià) que estan sota la jurisdicció del Tribunal de les Aigües de València.
El seu origen està en el riu Túria, en l'assut de Quart, ubicat a 200 m aigües amunt del pont de l'A-7 sobre el riu Túria. El canal produeix el desviament de pràcticament totes les aigües del riu per fer-les arribar fins a la cambra de càrrega de la Central Hidroelèctrica de Volta, la qual també és anomenada Molí de Daroqui en terme de Manises. Allà, les aigües turbinades tornen al riu i les aigües de reg continuen per la séquia. Per aquest motiu, a aquest tram de la séquia de Quart es diu també Canal de Daroqui. Posteriorment passa per l'aqüeducte dels Arcs. Rega les hortes i camps del marge dret del riu Túria dominats per aquesta séquia, la primera a prendre, fins a la zona dominada per la Séquia de Mislata, en els termes de Manises i Quart de Poblet. El recorregut del rec segueix pel nord de Manises, creua la V-11 i ja circula coberta seguint el traçat del Passeig de l'Horta de Manises fins a arribar al Carrer de l'Olivera, carrer Terol, carrer del Nord, creua la CV-371 i segueix pel carrer de les Fàbriques, creua el carrer València i arriba fins a creuar la línia 5 del metro. Allà surt a la llum, per donar reg als camps d'aquesta zona. Segueix en direcció a Quart de Poblet i acaba el seu recorregut a l'Ermita de Sant Onofre, on comença la Séquia de Benàger i Faitanar.